# Gornja Presjenica
Gornja Presjenica (en serbe cyrillique : Горња Пресјеница) est un village de Bosnie-Herzégovine. Il est situé dans la municipalité de Trnovo, dans le canton de Sarajevo et dans la fédération de Bosnie-et-Herzégovine. Selon les premiers résultats du recensement bosnien de 2013, il compte 46 habitants.

## Démographie

### Évolution historique de la population dans la localité
| 1948 | 1953 | 1961 | 1971 | 1981 | 1991 | 2013 |
| ---- | ---- | ---- | ---- | ---- | ---- | ---- |
| -    | -    | 461  | 269  | 128  | 40   | 46   |

|  |

### Communauté locale
En 1991, Gornja Presjenica faisait partie de la communauté locale de Presjenica qui comptait 203 habitants, répartis de la manière suivante :